# Sigurnost dobave energije
Sigurnost dobave energije je dostupnost prirodnih resursa za potrošnju energije. Pristup jeftinoj energiji je neophodan u zadnje vrijeme odnosno u modernom dobu. Opasnosti da dođe do nesigurnosti dobave energije su različite kao npr. politička nestabilnost između nekoliko država koje proizvode energiju, politička manipulacija oko opskrbe energijom, konkurencija koja se odvija na određenim izvorima energije, kao i neke nesreće, prirodne katastrofe, terorizam koji mogu pogoditi različite izvore energije. Također, do nesigurnosti dobave može dovesti i ovisnost neke države o stranom uvozu energenata kao što su plin ili nafta. Sigurnost dobave bi se zasigurno povećala ako bi se ovisilo o obnovljivim izvorima energije.

## Opasnosti za sigurnost dobave energije
Jedna od vodećih opasnosti je porast cijene energenta, ona može rasti na svjetskom tržištu zbog energetskih kriza koje se događaju ili može rasti zbog međusobnih konkurenata.
Energija također ima važnu ulogu u nacionalnoj sigurnosti, zato što energetska nestabilnost dovodi do političke i ekonomske krize tako da te krize mogu prouzročiti terorističke poteze i ratove. Jedan primjer je SAD koji 60% svoje energije uvozi iz zemalja OPEC-e te ovisi o njima zadnjih 20-ak godina.
Nove prijetnje za sigurnost dobave energije dolaze iz Kine i Indije koje se brzo razvijaju i imaju veliku brzinu industrijalizacije te imaju veliku potražnju za potrošnjom energije.
Povećana borba nad izvorima energije također može dovesti do raspodjele nafte i plina između velikih zemalja što bi dovelo do problema malih država.

## Dugoročna sigurnost
Dugoročne mjere da se poveća sigurnost dobave energije su smanjenje ovisnosti o jednoj vrti uvezene energije, povećanje broja dobavljača, iskorištavanje domaćih fosilnih goriva, postavljanje više obnovljivih izvora energije te ušteda kroz energijske mjere štednje. To također može uključivati ulazak u međunarodne sporazume oko trgovanja energijom, kao što postoji Međunarodni ugovor o energiji u Europi.

## Kratkoročna sigurnost

### Nafta
Nafta je glavni resurs u zemljama diljem svijeta. Uz sve bušotine koje postoje na svijetu, glavni problem svjetske energetske sigurnosti je osigurati naftne bušotine iz kojih se bere nafta. Na Bliskom istoku naftna polja su postala najveći problem tog prostora te ih se sabotira kako bi se nanijelo što više problema državama koje se oslanjaju na tu naftu. Stoga mnogo država ima velike rezerve nafte kako se ne bi dovele do velikih ekonomskih i političkih kriza.
Zbog teorije maksimalne potrošnje nafte (peak oil) trebali bi se uvesti rezovi u potrošnju nafte, kao što je napravljeno u Sjedinjenim Američkim Državama kad je Ministarstvo obrane uvelo drastične rezove kako bi se smanjila potrošnja nafte.

### Prirodni plin
U odnosu na naftu oslanjanje na uvoz prirodnog plina može dovesti do značajnih kratkoročnih problema. To se moglo vidjeti 2006. godine kad je Rusija zatvorila plin velikom dijelu europe zbog problema s Ukrajinom.
Rusija je trenutno glavni proizvođač plina na svijetu. Prirodni plin se uglavnom sastoji od metana te se može proizvoditi na 2 načina, biogeno ili termogeno. Biogeni dolazi iz močvara i odlagališta, a termogeni se izvlači iz zemljine kore. Problem spremanja plina je taj što ga se mora spremati u različite vrste podzemnih spremnika, ali zato to može i biti prednosti jer se može spremati bliže državi potrošaču tog plina. Drugi problem je taj što je plin sezonsko gorivo i većim se dijelom troši tokom zime pa preko ljetnih mjeseci nema potrebe za tolikom njegovom proizvodnjom, a taj se problem počeo rješavati na način da su instalirane plinske elektrane koje proizvode struju pa je plin u potražnji i preko ljetnih mjeseci.

### Nuklearna energija
Nuklearno gorivo je uran koji se proizvodi najviše u Kanadi, Australiji, Kazahstanu i u još oko 10 drugih država. Problem nuklearne energije nepovjerenje društva u nju makar je ona potpuno sigurna i puno manje opasna od drugih oblika pretvorbe energije, iako ako dođe do problema u njoj ponuđeno je veoma malo rješenja.

### Obnovljivi izvori energije
Uvođenje obnovljivih izvora energije uvelike pomaže u lokalnim problemima te može pomoći u fleksibilnosti ako dođe do problema u sistemu s fosilnim gorivima. Takvi izvori bi trebali preuzeti budućnost te bi fosilna goriva trebala biti zaboravljena, a ako se to dogodi sigurnost dobave energije će biti jako velika.